# Zitadelle von Çorum
Die Zitadelle von Çorum, türkisch Çorum Kalesi, liegt im Zentrum der türkischen Provinzhauptstadt Çorum in einem Straßengeviert nordwestlich der Cengiz Topel Caddesi.
Die Festung ist annähernd quadratisch bei einer Seitenlänge von etwa 90 Metern, alle vier Ecken sind mit einem runden Turm befestigt, die bis zu acht Meter hohen Kurtinen dazwischen jeweils mit zwei rechteckigen Bastionen. Das mehrfach erneuerte Mauerwerk besteht im unteren Teil aus großen Kalksteinblöcken, dazwischen finden sich zahlreiche Spolien, darunter Säulentrommeln sowie Grabsteine mit Dekor und Inschriften. Der Eingang befindet sich an der Nordseite in der İbik 3. Sokak. Der Innenraum der Festung ist dicht mit kleinen Häusern bebaut, die heute noch bewohnt sind. Unmittelbar hinter dem Eingangstor befindet sich die minarettlose Kale Camii.
Mitte des 16. Jahrhunderts befanden sich innerhalb der Burgmauern vier Mahalles. In historischen Quellen von 1577 wird die Burg als Stiftung Sultan Süleymans (reg. 1520–1566) (Sultan Süleyman Hayrat’ı) bezeichnet. Nach dem türkischen Reiseschriftsteller Evliya Çelebi, der Çorum im 17. Jahrhundert besuchte, ist die Burg ein seldschukisches Bauwerk des Sultans Kılıç Arslan. 1838 besuchte der britische Forschungsreisende William Francis Ainsworth den Ort. Er beschreibt den Bau als modernes Gebäude aus altem Material („modern building constructed of ancient materials“).